# 理川镇
理川镇是中华人民共和国甘肃省陇南市宕昌县下辖的一个乡镇级行政单位。

## 行政区划
理川镇下辖以下地区：
锄坝村、上街村、苏都村、汪布村、杨家村、拉沙村、下街村、尚营村、绿园村、蔡家村、扎竜村、哈竜沟村、大舍沟村、麻界滩村、中堡子村、陈家沟村、寺巴村、菜子沟村、蔡家地村、上马龙村和下马龙村。